# Abraxaphantes perampla
Abraxaphantes perampla là một loài bướm đêm trong họ Geometridae.